# Giuliano Scabia
Giuliano Scabia (Padova, 18 luglio 1935 – Firenze, 21 maggio 2021) è stato un drammaturgo e scrittore italiano.
Ha operato e scritto per il teatro, la narrativa e la poesia.

## Biografia
Giuliano Scabia è nato a Padova nel 1935. Scrittore, poeta, drammaturgo e narratore dei propri testi è stato protagonista di alcune tra le esperienze teatrali più vive degli ultimi decenni.
Si è laureato in filosofia morale a Padova nel 1960, relatore Ezio Riondato.

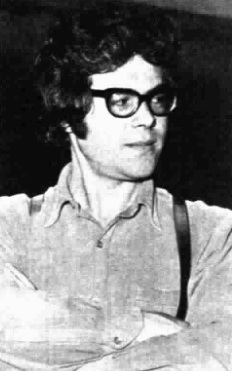
Giuliano Scabia, settembre 1972

Dopo il primo libro di poesie, Padrone & Servo (1964),  scrive il testo per l'opera Diario italiano (1964), composta da Luigi Nono. Sempre per Nono compone anche La fabbrica illuminata, per voce e nastro magnetico, dedicata agli operai dell'Italsider di Genova Cornigliano; la prima esecuzione avviene alla Biennale di Venezia per il Teatro del 1964.
Ha fatto parte del Gruppo 63 ed è stato uno degli iniziatori del Nuovo Teatro scrivendo lo spettacolo Zip-Lap-Lip-Vap-Mam-Crep-Scap-Plip-Trip-Scrap e la Grande Mam, per la regia di Carlo Quartucci, presentato alla Biennale di Venezia nel 1965. 
È morto a Firenze, sua città d'adozione, il 21 maggio 2021.

## Scrittura
I sentieri, come amava definirli, della sua scrittura sono molteplici. 
Quello della poesia parte da Padrone e servo e arriva fino ai Canti del guardare lontano, passando per Il poeta albero e Opera della notte.
Quello del ciclo dell' 'eterno andare' è composta dai romanzi In capo al mondo, Lorenzo e Cecilia, L'Azione Perfetta, Il ciclista prodigioso.
Quello della saga di Nane Oca, composta da Nane Oca, Le foreste sorelle, Nane Oca rivelato e Il lato oscuro di Nane Oca.
Quello del ciclo del Teatro Vagante comincia con All'improvviso e comprende Zip, Scontri generali, Commedia armoniosa del cielo e dell'inferno, Fantastica visione, Teatro con bosco e animali, Cinghiali al limite del bosco, Commedia del poeta d'oro, con bestie, Visioni di Gesù con Afrodite, L'insurrezione dei semi, Commedia di Aironi, Canto del mormorio, Opera del Sole sfolgorante e altri ancora, in tutto in quasi sessanta testi brevi e lunghi, fino a Commedia di matti assassini, Commedia del risveglio e Canto del Paradiso.

## Azioni teatrali
Una delle costanti dell'attività di Giuliano Scabia è stata progettare testi o “azioni teatrali” pensate per persone o gruppi precisi, con i quali condividere interessi culturali, politici, artistici, umani. Una ricerca di ambiti e di sensibilità comuni, una ricerca che si è sviluppata in teatro fino all'incontro-scontro del 1969 con Paolo Grassi al Piccolo Teatro, e da allora in poi al di fuori del teatro professionale, per andare a sperimentare nuovi luoghi per accadimenti e eventi fuori dall'ordinario, alla ricerca del fermento della “lingua vivente”. 
Sperimentando però sempre, in teatro e fuori, prose, poesie e drammi in un'interrogazione continua delle forme, nella metamorfosi della lingua, convinto che “coloro insieme ai quali canti modificano il tuo canto”.
Partendo dalla scrittura, ha realizzato esperienze memorabili, come le azioni teatrali di decentramento nei quartieri di Torino, le azioni in Emilia-Romagna e in tutta la pianura padana attraverso l'insegnamento aperto e diffuso partendo dalla sua cattedra di drammaturgia al DAMS (azioni descritte in "Il Gorilla Quadrumàno" del 1974, in Dire fare baciare, del 1981, e nei più di 50 “quaderni di drammaturgia” redatti insieme ai collaboratori/studenti). Una famosa situazione è quella realizzata a sostegno del superamento della logica manicomiale presso l'Ospedale Psichiatrico di Trieste nel 1973, col gigantesco cavallo azzurro (Marco Cavallo), con Vittorio e Franco Basaglia. Il cavallo di cartapesta, la cui storia è raccontata nel volume dallo stesso titolo del 1976, divenne simbolo del desiderio di libertà di parte degli internati nell'Ospedale Psichiatrico.
Fra i modelli sperimentati e diventati prototipi fecondi di sviluppi vanno citati: il teatro a partecipazione nei quartieri, nelle scuole, nel manicomio, nei centri di salute mentale, i progetti su schemi vuoti, il teatro come narrazione, le azioni di lunga durata, la scrittura collettiva, il teatro nelle case, il ritorno nel tempo come dialogo sul cambiamento, il dramma come azione/ricerca d'orizzonte, l'interrogazione dei margini (periferie/paesi/sentieri abbandonati da riaprire).
Ha insegnato Drammaturgia al DAMS di Bologna dall'anno accademico 1972/73 al 2004/05.

## Opere
- Padrone e servo, Caltanissetta: Sciascia, 1965 e Roma: D'Urso, 1965 (con disegni di Claudio Olivieri)
- All'improvviso & Zip, Torino: Einaudi, 1967
- Interventi per la visita alla prova de «L'isola purpurea» di Bulgakov, Milano: Arti grafiche Fiorin, 1968
- Commedia armoniosa del cielo e dell'inferno, Torino: Einaudi, 1972
- Teatro nello spazio degli scontri, Roma: Bulzoni, 1973
- Forse un drago nascerà (con Marco Romizi, Camillo Rullo, Ortensia Mele e Luciano Fabiani), Milano: Emme, 1973
- Il Gorilla Quadrumàno, Milano: Feltrinelli, 1974 (con Remo Melloni, Edoardo Sammartino, Giovanni Rinaldi, Alfredo Cavalieri, Andrea Landuzzi, Stefano Barnaba, Guglielmo Rossi, Donatella Stranieri, Licia Manini, Francesco Conversano, Paola Sobrero, Massimo Eros Marino, Giovanna Rogante, Paola Quarenghi, Luigi Donati, Aldo Sisillo, Monique Roulier, Krystyna Jarocka, Ortensia Mele, Isabella Selmi, Luisa Magnani, Mario Bestia, Silvio Leoncelli e Amilcare Vegeti)
- Marco Cavallo. Una esperienza di animazione in un ospedale psichiatrico, Torino: Einaudi, 1976 (con Ortensia Mele, Federico Velludo, Vittorio Basaglia, Stefano Stradiotto, Elena De Angeli, Franco Rotelli, Giuseppe Dell’Acqua, Mario Reali ed Enzo Sarli)
- L'animazione teatrale, Rimini: Guaraldi, 1978 (con Eugenia Casini-Ropa)
- Dire fare baciare: viaggio dentro «Leonce e Lena» di Georg Büchner, Firenze: La casa Usher, 1981 (in collaborazione con Massimo Marino)
- Il Diavolo e il suo Angelo seguito dalla Lettera a Dorothea, Firenze: La casa Usher, 1982 (con foto di Sebastiano Papa e una nota di Ferdinando Taviani)
- Scontri generali. Tragedia della dialettica, Torino: Einaudi, 1983 (scritto e messo in scena nel 1969/71)
- Teatro con bosco e animali, Torino: Einaudi, 1987
- Fantastica visione, Milano: Feltrinelli, 1988 (con un saggio di Gianni Celati)
- In capo al mondo, Torino: Einaudi, 1990
- Nane Oca, Torino: Einaudi, 1992
- Il poeta albero, Torino: Einaudi, 1995
- Gloria del teatro immaginario: commedia camminante, Udine: Centro Servizi e Spettacoli, 1997
- Lettera ai cavalli di Trieste, Vaiano: Biblioteca Franco Basaglia, 1998 (con illustrazioni di Riccardo Fattori)
- Lorenzo e Cecilia, Torino: Einaudi, 2000
- L'insurrezione dei semi: sentiero per attori ricercanti, Milano: Ubulibri, 2000
- Lettere a un lupo, con nuove lettere, Bellinzona: Casagrande, 2001
- Opera della notte, Torino: Einaudi, 2003
- Visioni di Gesù con Afrodite, Milano: Ubulibri, 2004 (con premessa di Franco Quadri)
- Il drago di Montelupo: cronaca del teatro e dello storico incontro fra il Drago e Marco Cavallo Corazzano: Titivillus, 2004 (con Pilade Cantini)
- Le foreste sorelle: nuove straordinarie avventure di Nane Oca, Torino: Einaudi, 2005
- Il tremito. Che cos'è la poesia?, Bellinzona: Casagrande, 2006
- Nane Oca rivelato, con disegni dell'autore, Torino: Einaudi, 2009
- La luce di dentro: Viva Franco Basaglia: da Marco Cavallo all'Accademia della follia, Corazzano (Pisa), Titivillus, 2010, ISBN 9788872182895, OCLC 697264576.
- Canti del guardare lontano, Torino, Einaudi, 2012
- L'azione perfetta, Torino, Einaudi, 2016
- Canti brevi, Valverde (CT), Le farfalle, 2016
- Canto del Paradiso, Firenze, 2017, a cura dell'autore in 300 copie numerate
- Il lato oscuro di Nane Oca, Torino: Einaudi, 2019
- Una signora impressionate, Bellinzona: Casagrande, 2019
- Commedia Olimpica ovvero la fine del mondo (con dinosauri), Vicenza, Accademia Olimpica, 2020
- Chi è la cura? Per Cristina Giglioli, cardiologa. Scritti, disegni, fotografie, partiture raccolti da Giuliano Scabia, San Miniato, La Conchiglia di Santiago, 2021
- Scala e sentiero verso il Paradiso. Trent'anni di apprendistato teatrale attraversando l'università, Firenze-Urbino, La Casa Usher con Edizioni Nuove Catarsi, 2021
- Il ciclista prodigioso, Torino, Einaudi, 2022

## Premi
- 1972 Premio Pirandello per Commedia armoniosa del cielo e dell’inferno.
- 1993 Premio Brunacci per Nane Oca.
- 1994 Premio Gru d’oro – Tino Schirinzi, Valverde.
- 2001 Premio Grinzane/Giardini Hanbury per Lettere a un lupo.
- 2005 Premio Ubu (speciale) “per l’opera di drammaturgo, raccontatore, compagno di giochi, maestro di molte generazioni”.
- 2005 Premio Gandovere/Franciacorta per Le foreste sorelle.
- 2006 Premio Noventa – Pascutto.
- 2007 Premio DAMS alla carriera  - insieme a Nanni Balestrini.
- 2008 Premio Franco Basaglia CGIL.
- 2011 Premio della critica teatrale/Teatri delle diversità.
- 2012 Premio Metauro per Canti del guardare lontano.
- 2015 Premio Ubu (speciale) “per la ricerca, che dura da più di cinquant’anni, sulla drammaturgia e sull’essenza del teatro”.